# Mistrzostwa Świata w Narciarstwie Alpejskim 1938
8. Mistrzostwa Świata w Narciarstwie Alpejskim odbywały się od 5 – 6 marca 1938 w szwajcarskiej miejscowości Engelberg. Rozgrywano trzy konkurencje: zjazd, slalom i kombinację, zarówno kobiet jak i mężczyzn. Były to czwarte zawody tego cyklu rozgrywane w Szwajcarii i jednocześnie pierwsze odbywające się w tej miejscowości (poprzednio Szwajcaria organizowała MŚ 1931, MŚ 1934 i MŚ 1935). W klasyfikacji medalowej zwyciężyła reprezentacja III Rzeszy, która zdobyła także najwięcej medali: 10, w tym 3 złote, 2 srebrne i 5 brązowych.

## Wyniki

### Mężczyźni
| Konkurencja          | Data      | Złoto           | Wynik  | Srebro          | Wynik  | Brąz               | Wynik  |
| Zjazd szczegóły      | 5 marca   | James Couttet   | 3:17,8 | Émile Allais    | 3:19,8 | Hellmut Lantschner | 3:24,2 |
| Slalom szczegóły     | 6 marca   | Rudolf Rominger | 3:03,4 | Émile Allais    | 3:07,3 | Hellmut Lantschner | 3:07,7 |
| Kombinacja szczegóły | 5-6 marca | Émile Allais    | 331    | Rudolf Rominger | 335    | Hellmut Lantschner | 336    |

### Kobiety
| Konkurencja          | Data      | Złoto         | Wynik  | Srebro            | Wynik  | Brąz            | Wynik  |
| Zjazd szczegóły      | 5 marca   | Lisa Resch    | 3:32,2 | Christl Cranz     | 3:34,6 | Käthe Grasegger | 3:40,6 |
| Slalom szczegóły     | 6 marca   | Christl Cranz | 2:51,9 | Nini von Arx-Zogg | 2:57,4 | Erna Steuri     | 2:59,1 |
| Kombinacja szczegóły | 5-6 marca | Christl Cranz | 352    | Lisa Resch        | 358    | Käthe Grasegger | 367    |

## Klasyfikacja medalowa
| Lp. | Państwo    | złoto | srebro | brąz | razem |
| --- | ---------- | ----- | ------ | ---- | ----- |
| 1   | III Rzesza | 3     | 2      | 5    | 10    |
| 2.  | Francja    | 2     | 2      | 0    | 4     |
| 3.  | Szwajcaria | 1     | 2      | 1    | 4     |